# Mitsubishi Eclipse
O esportivo Mitsubishi Eclipse foi fabricado pela Mitsubishi, Plymouth e a Chrysler, que desenvolveram em conjunto. Para esse efeito, em 1985 a empresa Diamond Star Motors foi fundada.
De acordo com a Mitsubishi Motors, o Eclipse foi batizado em homenagem a um cavalo de corrida inglês do século XVIII que havia vencido 26 corridas.
O Eclipse foi vendido oficialmente no Japão, América do Norte, Oriente Médio, Coreia do Sul, Filipinas, Brasil e China. No final de agosto de 2011, o Eclipse final saiu da linha de montagem e foi leiloado, com os rendimentos doados para instituições de caridade.
Ficou muito conhecido no longa metragem Velozes e Furiosos, pois foi o primeiro carro utilizado pelo protagonista Brian O'Conner, interpretado pelo ator Paul Walker. Também foi utilizado um Eclipse Spyder de 3ª Geração no segundo filme da franquia, pelo personagem Roman Pierce.
A produção total do Eclipse foi de 906.876 unidades.

## Primeira geração (1989–1994)
Construído no início de 1990 até o outono de 1995, o Mitsubishi Eclipse estava disponível com uma variedade de equipamentos e motores nos Estados Unidos. A versão mais simples teve o motor de 1.8 litros SOHC 4G37 (68 kW/92 cv), tração dianteira, sem limpador traseiro e janelas manuais. Os versões seguintes estavam disponíveis:
- RS 1.8 litros motor 4G37 SOHC (68 kW/92 cv) e tração dianteira;
- GS (16V) 2.0 litros DOHC 4G63 (100 kW/136 cv) e tração dianteira;
- GSi (16V) 2.0 litros DOHC 4G63 (110 kW/150 cv) e tração dianteira;
- GS-T 2.0 litros DOHC 4G63T (143-154 kW/195-210 cv) e tração dianteira e turbo;
- GS-X 2.0 litros DOHC 4G63T (143-154 kW/195-210 cv) e tração nas quatro rodas permanente e turbo.

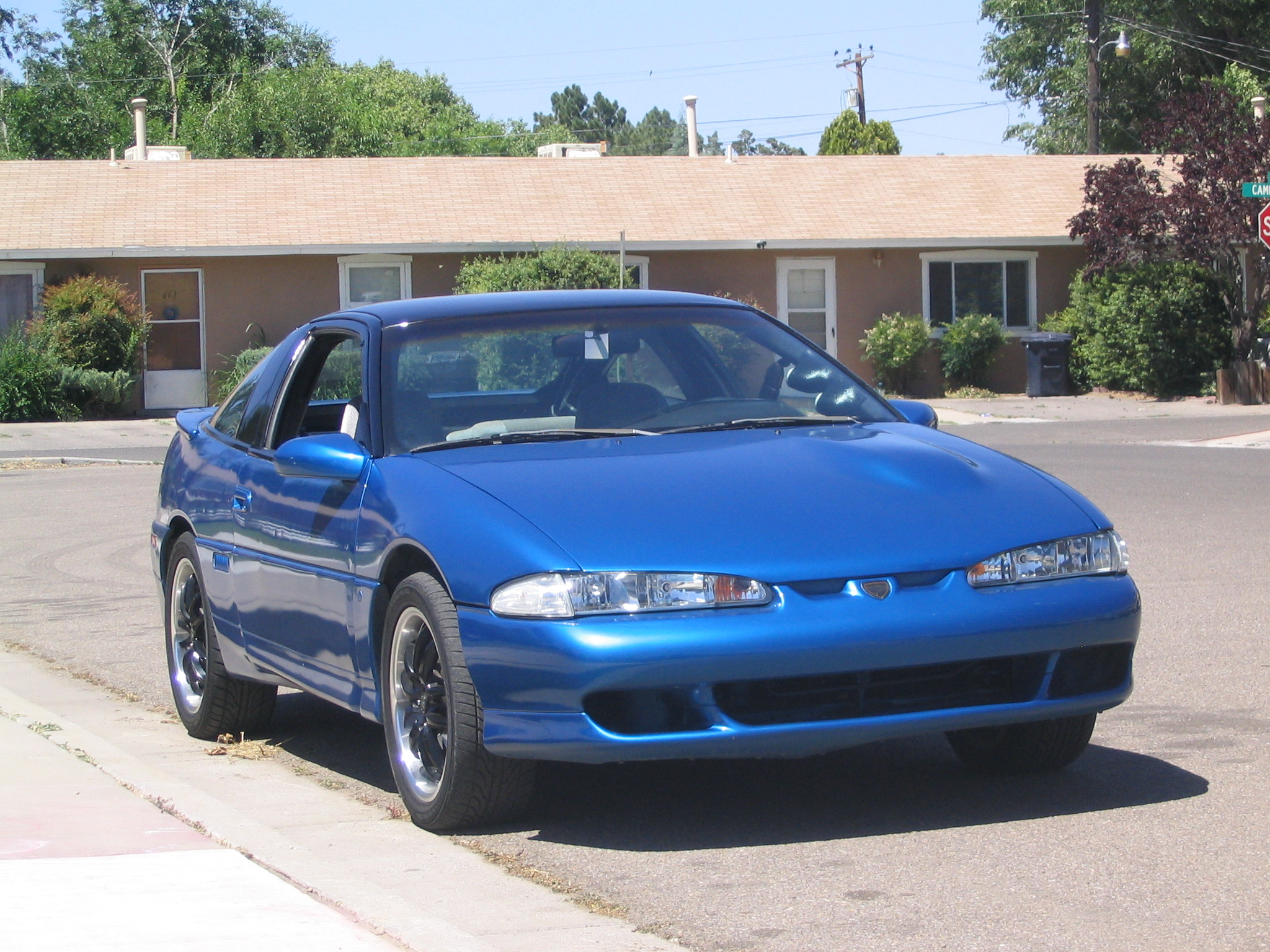
Eagle Talon 1ª Geração
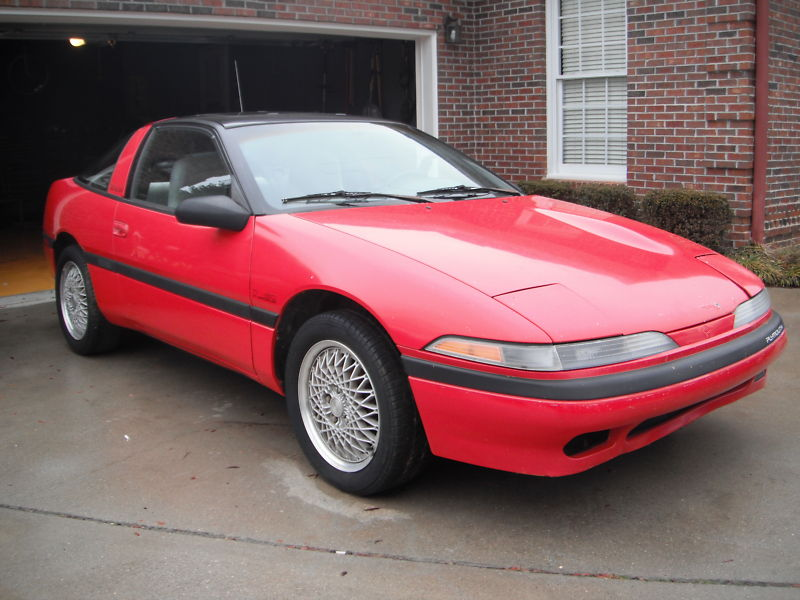
Plymouth Laser

Depois da Alemanha, apenas uma versão especial do GS e GS-T 1994  foi importado. Isto teve um resfriador externo de óleo, um sensor de detonação, uma taxa maior de compressão (10,4:1 em vez de 9:1) e mais potência (110 kW em vez de 100 kW e 143 kW para a GS e GS-T) como a GS americano. O Eclipse alemão havia apenas um único nível de acabamento: totalmente equipado com exceção do teto solar e interior em couro.
Além disso, os pacotes de equipamento superior e GT poderiam ser encomendados, entre outras coisas, a suspensão esportiva por Eibach e Koni incluído um pára-choque diferente traseiros, grandes rodas de 16 polegadas, um sistema de escape duplo tubo e um volante esportivo da marca Momo. O Targa foi construído apenas cerca de 200 vezes. O telhado Targa é removível em duas partes e a parte inferior da carroçaria foi reforçada por duas chapas de aço de 1,5 mm, o que torna os Targa 60 kg mais pesados em comparação com a série Eclipse.
O controle da janela foi ajustado de modo que a janela inferior ao abrir a porta rapidamente e fechado de novo depois de fechar (???). Com o tempo, quase todos os telhados Targa estavam vazando, de modo que um selo adicional deve ser instalado.
- GSi (16V) 2.0 litros DOHC 4G63 (110 kW/150 hp) e tração dianteira como Targa (empresa remodelação Erich Goeckel);
- GS (Alemanha) de 2.0 litros DOHC 4G63 (110 kW/150 hp) e tração as quatro;
- GS-T (Alemanha) de 2.0 litros DOHC 4G63T (hp 143 kW/195) e tração as quatro e turbo.

Mitsubishi Eclipse GS/GS-T
- 2.0 L de 1997 cc, R4, 110 kW (150 hp) / 143 kW (195 hp);
- Código Modelo: D22 AMNHMLF6;
- Modelos: D20 / D22a.

Aceleração 0–100 km / h em 9,1 s (GS) / 8,4 s (GS-T), velocidade máxima 270 km / h (limitada eletronicamente).

## Segunda geração (1995–1999)

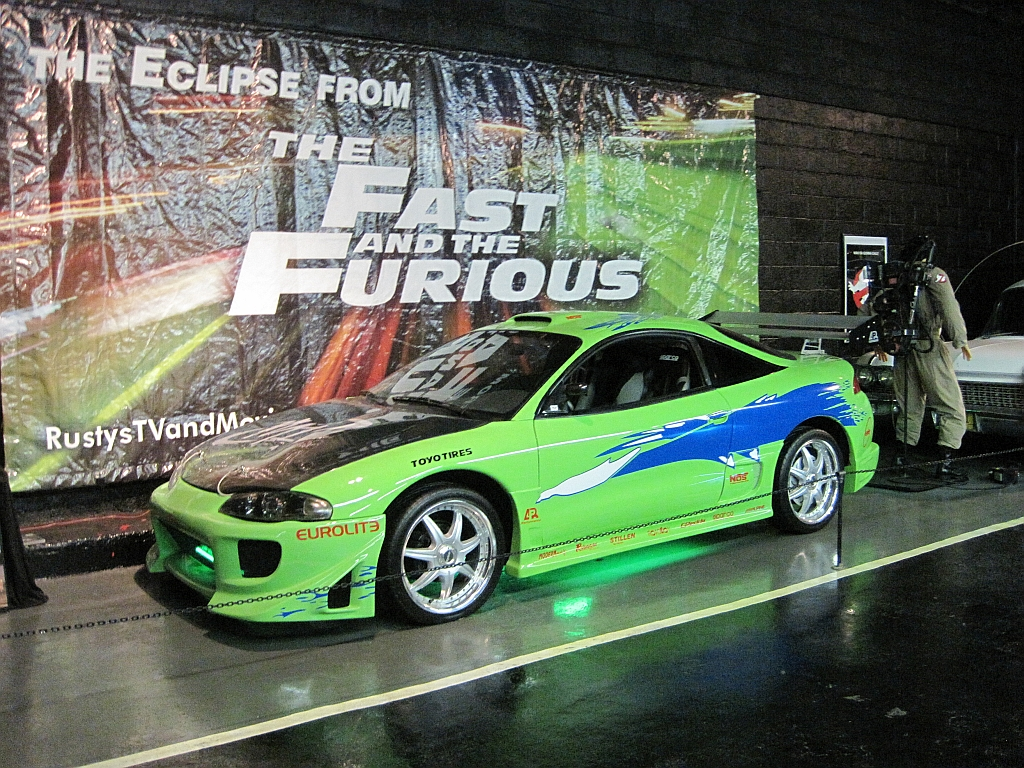
Versão do filme Velozes e Furiosos.

No outono de 1995, a segunda geração chegou ao mercado, nos Estados Unidos um modelo básico (sem turbo) e tinha um mecanismo diferente do Chrysler (2,0 L DOHC, código do motor: D420A). No GS-T e GSX permaneceu os motores 4G63 nos EUA, (que também estão no Mitsubishi Lancer Evolution), como em seus antecessores.
Apenas o modelo básico com motor 4G63 foi para a Alemanha (até o ano 1996 a classificação de emissões EUR 1: 107 kW e EUR 2: 104 kW). Visível externamente apenas pelo escapamento duplo padrão para a versão mais antiga do Euro-1.
Em contraste com o modelo anterior, houve também um "Spyder" chamado versão conversível. Esta capota conversível foi oferecida tanto com motor 2.4 litros naturalmente aspirado 4G64 com 105 kW (143 cv) e na versão 2.0-litro turbo GS-T com a 157 kW (214 cv) 4G63T.
Mitsubishi Eclipse GS (Alemanha)
- 2.0 L de 1997 cc, R4, 107 kW (146 hp) a 1996

Aceleração 0–100 km / h em 9,4 s, velocidade máxima 220 kmh
- 2.0 L de 1997 cc, R4, 104 kW (141 hp) a partir de 1996

Aceleração 0–100 km / h em 9,5 s, velocidade máxima 217 kmh
Mitsubishi Eclipse Spyder GS
- 2.4 L, 2389 cc, R4, 105 kW (143 hp)

Mitsubishi Eclipse Spyder GS-T
- 2.0 L de 1997 cc, turbo R4, 157 kW (214 hp)

Mitsubishi Eclipse GSX e GS-T
- 2.0 L de 1997 cc, turbo R4, 157 kW (214 hp)

GST acelera de 0–100 km / h em 6,8 segundos;
GSX acelera de 0–100 km / h em 6,5 s;
A velocidade máxima da GSX e GS-T 220 kmh.

## Terceira geração (2000–2005)
Na primavera de 2000 foi produzido a terceira geração do cupê esportivo. Esta série foi construída e vendida apenas nos Estados Unidos. Foi oferecido na versão cupê e Spyder.
Apresenta um motor de 2.4-litros de quatro cilindros, representa cerca de 114 kW/154 cv, que estava disponível para os modelos GS e RS. A versão turbo foi substituída por um novo motor V6 (D53A) com 152 kW/207 cv (modelo GT).
A partir da primavera de 2003, foram dados seis cilindros a mais para a versão GTS que foi além do GT oferecido. Devido às melhorias da válvula do acelerador e do coletor de admissão, o poder aumentado para 154 kW/210 cv.
Na Europa, este carro esta apenas disponível como uma importação. O fornecimento de peças de reposição não é totalmente garantido por oficinas Mitsubishi alemãs e é produzido principalmente por peças de reposição equivalentes do Mitsubishi Galant V6 24V.
A velocidade máxima é de 240 km/h (limitada eletronicamente) e aceleração de 0 100 km/h em 7,2 s
Em meados de 2005, a série D50 (3ª Geração) foi descontinuada.

## Quarta geração (2006–2011)
A última geração foi apresentada na primavera de 2005, no Detroit Auto Show apresentado ao público pela primeira vez. Esta série havia três versões: Eclipse GS / GS Spyder Eclipse, Eclipse GT / GT Spyder Eclipse e Eclipse SE.
No outono de 2008, o modelo revisado foi liberado. Além de outras cores exteriores para toda a série havia para a versão GT, um novo kit de carroceria com grande aero traseira e um sistema de escape duplo.
No final de 2012, a produção do Eclipse foi encerrada sem sucessores.